# Caenophanes incompletus
Caenophanes incompletus är en stekelart som först beskrevs av Julius Theodor Christian Ratzeburg 1844.  Caenophanes incompletus ingår i släktet Caenophanes och familjen bracksteklar. Enligt den finländska rödlistan är arten otillräckligt studerad i Finland. Arten är reproducerande i Sverige. Artens livsmiljö är moskogar. Inga underarter finns listade.